# Andrei Ivan
Andrei Virgil Ivan, né le 4 janvier 1997 à Moreni, est un footballeur international roumain. Il évolue au poste de milieu offensif à Panserraikos.

## Carrière

### En club

#### Universitatea Craiova (2014-2017)

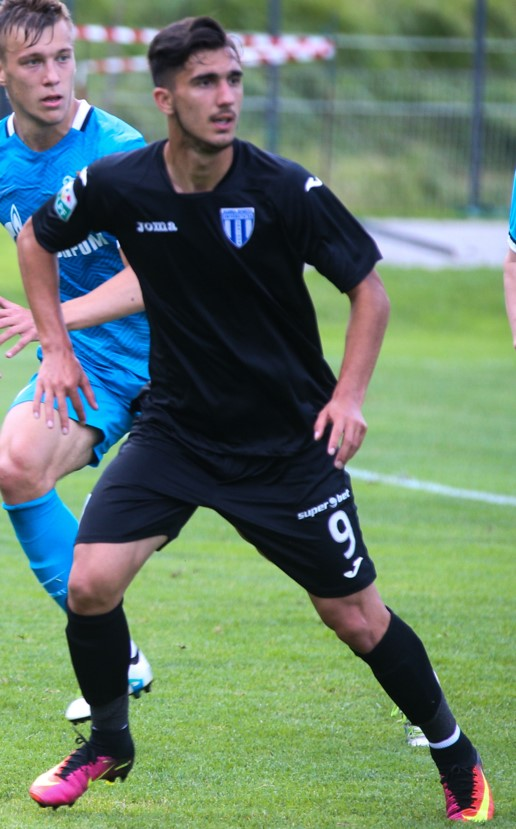
Ivan lors d'un match amical face au Zénit Saint-Pétersbourg en 2016.

Il signe en juillet 2014 avec le club du Universitatea Craiova.
En début d'année 2016, Ivan est courtisé par différents clubs européens, dont le FC Barcelone, le FCSB  et le VfB Stuttgart. Il est également proposé à des clubs français.
Lors de la saison 2015-2016, il inscrit 7 buts au sein du championnat de Roumanie. Il inscrit notamment un doublé contre l'équipe de Voluntari le 6 mars 2016.

#### FK Krasnodar (2017-2019)
Le 17 juillet 2017, il signe un contrat de 5 ans au FK Krasnodar, club russe de première division. Son ancien club le Universitatea Craiova gagnera 4 millions d'euros pour son transfert ,.

### En sélection
Andrei Ivan joue avec les moins de 16 ans, les moins de 17 ans, les moins de 19 ans, puis avec les espoirs.
Il réalise ses débuts en équipe de Roumanie le 17 novembre 2015, lors d'un match contre l'Italie, qui se solde par un nul (2-2).

## Statistiques
| Saison                | Club                  | Championnat           | Championnat | Championnat | Coupe(s) nationale(s) | Coupe(s) nationale(s) | Roumanie | Roumanie | Total | Total |
| Saison                | Club                  | Division              | M.          | B.          | M.                    | B.                    | M.       | B.       | M.    | B.    |
| 2013-2014             | CSU Craiova           | Liga II               | 8           | 1           | 0                     | 0                     | -        | -        | 8     | 1     |
| 2014-2015             | CSU Craiova           | Liga I                | 17          | 1           | 2                     | 0                     | -        | -        | 19    | 1     |
| 2015-2016             | CSU Craiova           | Liga I                | 32          | 7           | 2                     | 0                     | 3        | 0        | 37    | 7     |
| Total sur la carrière | Total sur la carrière | Total sur la carrière | 57          | 9           | 5                     | 0                     | 3        | 0        | 65    | 9     |

## Palmarès
- Finaliste de la Coupe d'Autriche en 2019 avec le Rapid de Vienne
- Vainqueur de la Coupe de Roumanie en 2021 avec l'Universitatea Craiova